# روز جهانی دختربچه

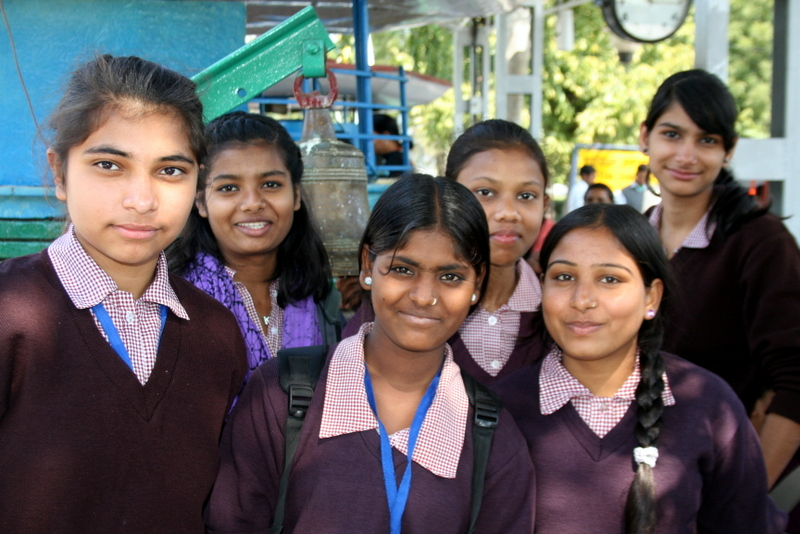
دختران در رویداد روز جهانی دختر در سال ۲۰۱۴

روز جهانی دختربچه (به انگلیسی: International Day of the Girl Child) یک روز یادبود بین‌المللی اعلام‌شده از سوی سازمان ملل متحد است. این روز را روز جهانی کودکان دختر و روز جهانی دختر نیز نامیده‌اند. ۱۱ اکتبر ۲۰۱۲، نخستین روز دختران بود. این یادبود، در پشتیبانی از فرصت‌های بیشتر برای دختران و بالا بردن آگاهی در مورد نابرابری جنسیتی برگزار می‌شود که دختران در سطح جهان به دلیل جنسیت خود با آن مواجه‌اند، این نابرابری مواردی مانند حق دسترسی به آموزش، تغذیه، حقوق قانونی، مراقبت‌های پزشکی و محافظت در برابر تبعیض، خشونت علیه زنان، ازدواج اجباری و کودک‌همسری را دربر می‌گیرد. جشن روز دختر همچنین ظهور موفقیت‌آمیز دختران و زنان جوان به عنوان یک گروه متمایز در سیاست‌های توسعه، برنامه‌ریزی، مبارزات انتخاباتی و تحقیقات را بازتاب می‌دهد.

## پس زمینه
این روز آگاهی جامعه را نسبت به مسائلی که دختران در سراسر جهان با آن روبرو هستند افزایش می‌دهد. بسیاری از برنامه‌های توسعه جهانی شامل دختران نمی‌شود و و مسائل آنها را در نظر نمی‌گیرد. بر اساس گزارش USAID تا سال ۲۰۱۸ بیش از ۶۲ میلیون دختر در سراسر جهان به آموزش دسترسی نداشتند. در سراسر جهان و در مجموع، دختران ۵ تا ۱۴ ساله بیش از ۱۶۰ میلیون ساعت بیشتر از پسران همسن خود را صرف کارهای خانه می‌کنند.
در سطح جهان، از هر چهار دختر، یک دختر قبل از ۱۸ سالگی ازدواج می‌کند در ۱۱ اکتبر ۲۰۱۶، اما واتسون، سفیر حسن نیت زنان سازمان ملل متحد، از کشورها و خانواده‌ها در سراسر جهان خواست به ازدواج اجباری کودکان پایان دهند. بسیاری از دختران در سراسر جهان در برابر اعمال خشونت جنسی آسیب‌پذیر هستند و مرتکبین اغلب بدون مجازات میماند.
روز دختران به افزایش آگاهی نه تنها در مورد مسائلی که دختران با آن مواجه هستند، بلکه در مورد اتفاقاتی که ممکن است با حل آن مشکلات رخ دهد نیز کمک می‌کند. به عنوان مثال، آموزش دختران به کاهش نرخ ازدواج کودکان، بیماری و کمک به تقویت اقتصاد با کمک به دختران برای دسترسی به مشاغل بهتر و درآمد بالاتر کمک می‌کند.

## تاریخچه
ابتکار روز جهانی دختران به عنوان پروژه ای از طرح بین‌المللی (Plan International)، سازمان غیردولتی که در سراسر جهان فعالیت می‌کند، آغاز شد. ایده یک روز بین‌المللی بزرگداشت و جشن از کمپین برنامه بین‌المللی چون من یک دختر هستم شکل گرفت. این کمپین آگاهی افراد را در مورد اهمیت پرورش دختران در سطح جهانی و به ویژه در کشورهای در حال توسعه افزایش می‌دهد. نمایندگان Plan International در کانادا به دولت فدرال کانادا مراجعه کردند تا به دنبال ائتلاف حامیانی باشند که آگاهی از این ابتکار را در سطح بین‌المللی افزایش دهند. در نهایت، این پروژه از سازمان ملل خواست تا در این امر مشارکت کند.
روز جهانی دختران به‌طور رسمی به عنوان قطعنامه ای از سوی کانادا در مجمع عمومی سازمان ملل متحد پیشنهاد شد. رونا آمبروز، وزیر زنان کانادا، از این قطعنامه حمایت کرد. هیئتی متشکل از زنان و دختران در ۵۵امین کمیسیون سازمان ملل متحد در مورد وضعیت زنان در حمایت از این ابتکار سخنرانی کردند. در ۱۹ دسامبر ۲۰۱۱، مجمع عمومی سازمان ملل متحد قطعنامه ای را تصویب کرد که در آن ۱۱ اکتبر ۲۰۱۲ به عنوان روز جهانی دختران نام گذاری شد. در این قطعنامه آمده است که روز دختران را به رسمیت می‌شناسد.

### موضوع سالانه
تا سال ۲۰۱۳، در سراسر جهان، حدود ۲۰۴۳ رویداد برای روز دختران برگزار شد.
موضوع سالانه روز جهانی دختر:
| سال  | موضوع                                                  |
| ---- | ------------------------------------------------------ |
| ۲۰۱۲ | پایان دادن به ازدواج کودکان                            |
| ۲۰۱۳ | نوآوری برای آموزش دختران                               |
| ۲۰۱۴ | توانمندسازی دختران نوجوان: پایان دادن به چرخه خشونت    |
| ۲۰۱۵ | قدرت دختر نوجوان: چشم‌انداز ۲۰۳۰                        |
| ۲۰۱۶ | پیشرفت دختران = پیشرفت اهداف: آنچه برای دختران مهم است |
| ۲۰۱۷ | توانمند کردن دختران: قبل، حین و بعد از بحران           |
| ۲۰۱۸ | با او: یک نیروی دختر ماهر                              |
| ۲۰۱۹ | GirlForce: توقف ناپذیر                                 |
| ۲۰۲۰ | صدای من، آینده برابر ما                                |
| ۲۰۲۱ | نسل دیجیتال. نسل ما                                    |
| ۲۰۲۲ | زمان ما - حقوق ما، آینده ما                            |
| ۲۰۲۳ | سرمایه‌گذاری در حقوق دختران: رهبری ما، رفاه ما          |
| ۲۰۲۴ | چشم‌انداز دختران برای آینده                             |

## رویدادهای جهانی
رویدادهای گوناگونی برای گسترش روز دختر در چندین کشور برنامه‌ریزی شده است. برخی از آنها مانند کنسرتی در بمبئی، هند توسط سازمان ملل حمایت می‌شوند. سازمان‌های غیردولتی مانند Girl Guides Australia نیز از رویدادها و فعالیت‌های روز جهانی دختران حمایت می‌کنند.
سازمان‌های محلی نیز رویدادهای خود را توسعه داده‌اند، مانند دختران و فوتبال آفریقای جنوبی، که در سال ۲۰۱۲، تی‌شرت‌هایی را در روز جهانی دختران برای بزرگداشت این روز توزیع کردند. رویدادی تمام روز در لندن در سال ۲۰۱۳ که شامل اجراهای تئاتر و فیلم توسط Body Gossip برگزار شد. این سازمان در مورد تصویر بدن و مسائل مربوط به سلامت روان آموزش می‌دهد. برای اولین روز دختران، یک رویداد مجازی توسط Sage Girl و iTwixie ایجاد شد تا هزاران فرد و سازمان را به صورت آنلاین گرد هم آورد.
در رسانه‌های اجتماعی از هشتگ #dayofthegirl برای پیگیری رویدادها و اخبار مربوط به روز استفاده می‌شود.